# Brivio
Brivio é uma comuna italiana da região da Lombardia, província de Lecco, com cerca de 4.115 habitantes. Estende-se por uma área de 7 km², tendo uma densidade populacional de 588 hab/km². Faz fronteira com Airuno, Calco, Calolziocorte, Cisano Bergamasco (BG), Monte Marenzo, Olgiate Molgora, Olginate, Pontida (BG), Villa d'Adda (BG).

## Demografia
| Variação demográfica do município entre 1861 e 2011                               |
|                                                                                   |
| Fonte: Istituto Nazionale di Statistica (ISTAT) - Elaboração gráfica da Wikipedia |